# Sippenhaftung
De Sippenhaftung (Duits, ongeveer 'aansprakelijkheid volgens verwantschap') is een collectieve aansprakelijkheid van sibben (bloed- of aangetrouwde verwanten, in het Duits Sippen) voor een misstap die een familielid heeft begaan, zonder dat zij daarbij betrokken waren of er weet van hadden. Het concept stamt uit de Oudgermaanse rechtstraditie en betekent in zijn uiterste vorm ook familiewraak, bloedwraak of groepswraak. Het woord Haftung duidt in hedendaags Duits aansprakelijkstelling aan.
Soortgelijke praktijken komen wereldwijd nog steeds voor, maar ze zijn zelden gedocumenteerd, laat staan gecodificeerd, omdat ze in strijd zijn met de internationale rechtsbeginselen. Ze uiten zich in represailles of de dreiging daarvan.

## Germaanse traditie
Bij heidense Germaanse stammen was Sippenhaftung onderdeel van het gewoonterecht. Men mocht wraak nemen op familieleden, echtgenoten of stamleden van de dader. Het idee erachter was dat de stamleden elkaar in de gaten zouden houden om te voorkomen dat een van hen ontoelaatbaar gedrag zou vertonen. Het leidde echter vaak tot vetes die letterlijk hele volksstammen konden uitroeien. Met de toename van het centraal gezag zag men in dat dit inefficiënt was, en werd Sippenhaftung verboden.

## Nazi's
In juli 1933 werd deze traditie nieuw leven ingeblazen: na een artikel in de New York Times van Philipp Scheidemann (degene die op 9 november 1918 in Duitsland de republiek uitriep) werden vier verwanten van hem door de Gestapo gearresteerd. Ook na latere verzetsactiviteiten werd dit principe toegepast; bekende voorbeelden zijn de aanslag door Johann Georg Elser (1939), de vlugschriften van de informele verzetsgroep de Weisse Rose (1943), de aanslag door Claus Schenk Graf von Stauffenberg en zijn medestanders (1944). Pas nadat Nazi-Duitsland door de geallieerden was verslagen werd deze praktijk opnieuw afgeschaft.

## Andere contexten

### Collectieve culturen
In sommige niet-Westerse, sterk collectief gerichte culturen, werd dezelfde praktijk als iets volkomen normaals beschouwd en ook door niet-totalitaire regimes toegepast, bijvoorbeeld in Japan tot midden in de 19de eeuw.
Het Oude Testament bevat voorbeelden in Daniël 6:24 (of 6:25, er zijn verschillende nummeringen) en in Esther 8:14. Zie ook Exodus 20:5, 34:7 en Numeri 14:18, waarin de kleinkinderen en achterkleinkinderen moeten boeten voor hun voorouders.
De traditie was heel taai in de Balkan, vooral bij de Albanese bergstammen, en veel Oosterse tribale (berg)streken, zoals Koerdistan. Ook de Iraakse president-dictator Saddam Hoessein hanteerde Sippenhaftung. Wie zich tegen hem keerde, liep ook het risico dat zijn hele (mannelijke) familie vermoord zou worden. De zonen moesten dood, zodat ze niet konden opgroeien en een vete beginnen. De broers moesten sterven, zodat ze geen wraak konden nemen. En ook de vader moest dood, zodat er geen "besmet zaad" meer was.

### Communisme
Mao en Stalin (tijdens de Grote Zuivering) stelden familie van degenen die ze lieten oppakken niet terecht, maar legden hen wel vaak gevangenis- en kampstraffen (verbanning naar de goelags) op. In de wat mildere gevallen werden familieleden niet vervolgd, maar raakten ze toch vaak hun banen kwijt; tevens werd gezinshereniging tegengewerkt. Ook na de destalinisatie van de Sovjet-Unie bleef men praktijken hanteren die als Sippenhaftung uitgelegd kunnen worden. J.H. Donner schreef in 1979 naar aanleiding van de behandeling van zijn vriend Viktor Kortsjnoj:

De Sovjet-Unie staat erom bekend niet terug te schrikken voor rigoureuze maatregelen om de zuigkracht te neutraliseren die van het westen uitgaat op de intellectuele bovenlaag van hun bevolking. Vooral hun methode van "Sippenhaftung" het vasthouden van vrouw, kinderen en naaste bloedverwanten, is daarbij voor ons misschien nog het meest weerzinwekkend. Zij moeten wel tot zulke verschrikkingen toevlucht nemen, omdat zij terecht een uittocht vrezen, waarbij vergeleken de "brain-drain" van West Europa naar de Verenigde Staten na de oorlog nog maar kinderspel was.
— J.H. Donner, Karpov ontkent boycot Kortsjnoi